# Hazel Douglas
Hazel Douglas (Londra, 2 novembre 1923 – 8 settembre 2016) è stata un'attrice britannica.

## Biografia
Ha studiato per un anno alla Royal Academy of Dramatic Art, prima di cominciare a lavorare a teatro, prima di servire come ufficiale della Royal Navy durante la seconda guerra mondiale, dove conobbe il marito Peter Sawford. Molto attiva in campo teatrale, ha recitato spesso nel West End londinese e nel resto del Regno Unito. È nota soprattutto per aver interpretato Bathilda Bath nel film Harry Potter e i Doni della Morte - Parte 1.
Fu sposata con Peter Sawford dal 1949 fino alla sua morte nel 1991. Muore l'8 settembre 2016, all'età di 92 anni.

## Filmografia parziale
- Il manuale del giovane avvelenatore (The Young Poisoner's Handbook), regia di Benjamin Ross (1995)
- Un'insolita missione (The Parole Officer), regia di John Duigan (2001)
- Follia (Asylum), regia di David Mackenzie (2005)
- Run Fatboy Run, regia di David Schwimmer (2007)
- Harry Potter e i Doni della Morte - Parte 1 (Harry Potter and the Deathly Hallows - Part 1), regia di David Yates (2010)